# Cris Williamson
Cris Williamson (Deadwood, 15 februari 1947) is een Amerikaanse singer-songwriter. Ze was een zichtbaar lesbische politieke activiste, in een tijdperk waarin weinigen die geen banden hadden met de lesbische gemeenschap, op de hoogte waren van homo- en lesbische kwesties. De muziek en het inzicht van Williamson hebben tijdens de jaren 1970 als katalysator gediend voor verandering in de oprichting van platenmaatschappijen die eigendom zijn van vrouwen. Gebruikmakend van haar muzikale talenten, netwerken met andere artiesten die werken in vrouwenmuziek en haar bereidheid om diegenen te vertegenwoordigen die zich nog niet veilig voelen om voor zichzelf te spreken, wordt Williamson door velen in de lgbt-gemeenschap erkend voor haar bijdragen, zowel artistiek als politiek, en blijft ze een voorbeeld voor een jongere generatie in de hoop problemen aan te pakken en erkenning te krijgen voor prestaties die specifiek zijn voor mensen die historisch zijn genegeerd.

## Levensloop
Williamson werd geboren in 1947 in Deadwood, hoewel haar familie naar Colorado en Wyoming verhuisde toen ze nog jong was. Haar muzikale idool was destijds Judy Collins en Williamson ontwikkelde een muzikale stijl en geluid die vergelijkbaar was met die van Collins. Ze bracht haar eerste album The Artistry of Cris Williamson uit in 1964 op 16-jarige leeftijd. Ze werd in Sheridan een plaatselijke muzikale sensatie en bracht daarna twee volgende lp's uit. Williamson studeerde af aan de University of Denver. Aanvankelijk voorzag ze in haar levensonderhoud als lerares, terwijl ze tegelijkertijd samenwerkte met andere vrouwen die ook singer-songwriters en uitvoerende artiesten waren en begon te netwerken met Holly Near, Meg Christian en Margie Adam. Alle vrouwelijke muzikanten werden artiesten van formaat, die een geheel nieuw muziekgenre vormen, voornamelijk over en voor vrouwen.
Tijdens een radio-interview in Washington in 1973 zei Williamson dat een platenlabel gericht op homoseksuele vrouwen een goed idee zou zijn. Het onafhankelijke label Olivia Records werd de volgende dag opgericht. Olivia Records bracht Williamsons The Changer and the Changed (1975) uit, dat een van de bestverkochte onafhankelijke publicaties aller tijden werd. The Changer and the Changed was ook de eerste lp die volledig door vrouwen werd geproduceerd en is het allerbeste album aller tijden dat uit het damesgenre komt. Zoals William Ruhlmann van AllMusic schrijft:
The Changer and the Changed was voor damesmuziek wat Michael Jacksons Thriller in het algemeen was voor de muziekindustrie in het midden van de jaren 1980, een album dat veel meer verkocht dan de waargenomen omvang van de markt, meer dan 100.000 exemplaren in het eerste jaar. Uiteindelijk werden naar verluidt meer dan 500.000 exemplaren verkocht, waardoor het een gouden album zou worden, hoewel het niet als zodanig is gecertificeerd door de RIAA. (Dat weerlegt de verkoopraming echter niet. Albums worden niet automatisch gecertificeerd, een platenmaatschappij moet certificering aanvragen en betalen voor een audit.) Williamson ging verder met het opnemen van meer dan een dozijn albums met Olivia Records, waarna ze na de ontbinding haar eigen label Wolf Moon Records oprichtte. Dit hielp het tempo te bepalen voor andere opnamekunstenaars die het moeilijk vonden om met de grote platenlabels te werken.
In 1982 werkte ze samen met de Estse kunstenaar/auteur Viido Polikarpus aan een sciencefiction/fantasy fabel lp en boek (met het kunstwerk van Polikarpos) getiteld Lumiere, dat werd uitgebracht bij Pacific Cascade Records.
Williamson nam twee albums op met haar oude producent en minnares Tret Fure. Williamson en Fure beëindigden hun 20-jarige relatie in 2000, en nemen nu elk op als solo-artiest. Williamson heeft gewerkt als sessiemuzikant om in haar levensonderhoud te voorzien en om andere collega-artiesten te helpen. Ze heeft samengewerkt met andere vrouwelijke muziekartiesten, waaronder Meg Christian en Teresa Trull. Ze heeft vrienden in vele hoeken, een oude vriend is muzikante Bonnie Raitt, die op sommige van haar albums heeft gespeeld.
Williamson's Shine on Straight Arrow werd gesampled door de late hiphopproducent J Dilla in het nummer The Red van het album Champion Sound uit 2003 (met Madlib als Jaylib).

## Discografie
- 1964: The Artistry of Cris Williamson
- 1965: A Step at a Time
- 1965: The World Around Cris Williamson
- 1971: Cris Williamson
- 1975: The Changer and the Changed
- 1978: Live Dream
- 1980: Strange Paradise
- 1982: Blue Rider
- 1982: Lumière
- 1983: Meg/Cris at Carnegie Hall
- 1985: Prairie Fire
- 1985: Snow Angel
- 1987: Wolf Moon
- 1989: Country Blessed (met Teresa Trull)
- 1990: The Best of Cris Williamson
- 1991: Live in Concert: Circle of Friends
- 1994: Postcards from Paradise
- 1997: Between the Covers
- 1999: Radio Quiet
- 2001: Ashes
- 2003: Cris & Holly (met Holly Near)
- 2003: Replay
- 2005: The Essential Cris Williamson
- 2005: Real Deal
- 2005: The Changer and the Changed: A Record of the Times [30th Anniversary Enhanced]
- 2007: Fringe
- 2008: Winter Hearts
- 2010: Gifthorse
- 2013: Pray Tell

- International Standard Name Identifier: 0000 0000 7681 9304
- Library of Congress Control Number: n78044751
- MusicBrainz: 7ea930ae-2be4-4d8f-ad39-c7a6218f0b7c
- Nederlandse Thesaurus van Auteursnamen: 131183850
- Virtual International Authority File: 104836759
- WorldCat: E39PBJxrTrJrtDWmxgtdjXQ8YP